# Callosobruchus chinensis
Callosobruchus chinensis – gatunek chrząszcza z rodziny stonkowatych, znany jako szkodnik przechowywanych zbiorów wielu roślin strączkowych. Po angielsku nazywa się go adzuki bean weevil, choć nie należy do ryjkowcowatych zwanych po angielsku weevil. Stylem życia i siedliskiem przypomina Callosobruchus maculatus, z którym często jest mylony. Chrząszcz ten jest popularnym szkodnikiem wielu różnych gatunków magazynowanych roślin strączkowych, rozpowszechnionym w rejonach zwrotnikowych i podzwrotnikowych. C. chinensis należy do gatunków powodujących największe szkody w przemyśle roślin strączkowych z powodu swej skierowanej ogólnie ku roślinom strączkowym diety i szerokiemu zasięgowi występowania.
Pierwszy odnotowano go i opisano w Chinach w 1758, nadano mu też wtedy nazwę naukową.

## Siedlisko i rozmieszczenie geograficzne
C. chinensis to gatunek kosmopolityczny, spotykany w wielu krajach z powodu komercyjnego eksportu bobowatych. Jego naturalny zasięg występowania obejmuje tropikalną i subtropikalną Azję, populacja rozrosła się znacznie dzięki rozpowszechnieniu roślin strączkowych i ich uprawie przez człowieka. Zarówno imagines, jak i larwy żywią się nimi.
Do częstych żywicieli tego chrząszcza należą fasola złota, soczewica jadalna, wspięga wężowata, nikla indyjska, ciecierzyca pospolita i inne gatunki, owad żyje na wielu gatunków roślin strączkowych.
Szczyt składania jaj i atakowania roślin przypada na lipiec-sierpień.

## Budowa
Gatunek wykazuje dymorfizm płciowy. Samice są większe i cięższe od samcówe. Grzebieniaste czułki samca odpowiadają ząbkowanym czułkom samicy.
Larwa jest żółtawobiała, o zredukowanych nogach. Poczwarka barwy brązowej przepoczwarcza się w obrębie roślin strączkowych. 
Jaja składane są pojedynczo, cechują się żółtym zabarwieniem, w czasie wylęgu stają się matowe. Jaja są znacznie mniejsze w okolicach, gdzie zagęszczenie populacji jest znaczne, co ma związek z konkurencją o pokarm, skutkującą również mniejszymi imagines i słabszymi larwami.

## Rozmnażanie
Samiec ma duże skleryty genitalne na końcu narządu kopulacyjnego, używanego do przeniesienia nasienia. Skleryty działają wtedy jak kotwice czepiające się okolic otworu genitalnego samicy. Nie wydaje się, by powodowały znaczne uszkodzenie układu rozrodczego samicy, jak to obserwowano u podobnych gatunków, jako że rozwinięte są gorzej, niż choćby u Callosobruchus maculatus. Narząd kopulacyjny samca po rozwinięciu może osiągać długość dwukrotnie większą od reszty ciała chrząszcza, jednak tylko dystalny fragment wkładany jest do ciała samicy podczas rozrodu.
Samica składa jaja pojedynczo bezpośrednio na powierzchni rośliny strączkowej, po złożeniu jaja przechodzi na inną część tej samej rośliny lub w ogóle na innego osobnika, co zależy od zagęszczenia roślin żywicielskich i konkurencji pomiędzy składającymi jaja samicami. Po pojedynczym zapłodnieniu przez samca złożyć mogą do 90 jaj. Płodność zależy od tego, na jakiej roślinie strączkowej przebiega rozród, od stanu zdrowia tej rośliny i samicy.
Osobniki dorosłe wydostają się z rośliny żywicielskiej, wygryzając równe, okrągłe wyjście ze strączków 25 dni po wylęgu. Imagines żyją do dwóch tygodni po przepoczwarczeniu.
Samce C. chinensis regularnie próbują kopulacji z samicami Callosobruchus maculatus. Obserwuje się to tak często, gdyż są to osobniki tego samego rodzaju o zachodzącej na siebie głównej niszy ekologicznej. Zachowanie to zmniejsza płodność samic C. maculatus, pozostaje niejasnym, dlaczego tak się dzieje. Międzygatunkowe kopulacje obserwowano nawet w obecności samic C. chinensis.

## Behawior
C. chinensis, broniąc się przed rapieżnictwem, udaje śmierć. Pod wpływem pewnych bodźców, zaskakujących owada, chrząszcz zwija się na plecach wraz z odnóżami. Prawdopodobnie służy to zmyleniu polujących na chrząszcze os-parazytoidów.
U dorosłych chrząszczy zachowanie to zależy od temperatury. Z jej wzrostem zachowanie to staje się mniej częste. Podobnie wpływają nań większe rozmiary chrząszcza.